# Agostino Coletto
Agostino Coletto, né le 14 août 1927 à Avigliana, dans la province de Turin, au Piémont, et mort le 1er juin 2016 à Pino Torinese, est un coureur cycliste italien des années 1950.

## Biographie
Professionnel de 1952 à 1961, Agostino Coletto a notamment remporté Milan-Turin à deux reprises et s'est classé troisième du Tour d'Italie 1956.

## Palmarès

### Palmarès amateur
- 1951
  - Turin-Mondovi

### Palmarès professionnel
- 1952
  - 2e de la Coppa Agostoni
  - 8e du Tour de Lombardie
- 1953
  - 3e du Trofeo Fenaroli
  - 3e du Grand Prix des Nations
- 1954
  - 2ea étape de Rome-Naples-Rome
  - Milan-Turin
  - 2e du Tour de Suisse
  - 5e du Tour de Lombardie
  - 9e du Challenge Desgrange-Colombo
- 1955
  - 3eb étape de Rome-Naples-Rome
  - 5e du Tour d'Italie
- 1956
  - 3e du Tour d'Italie
- 1957
  - 9e du Tour des Flandres
- 1958
  - Milan-Turin
- 1959
  - 3e de Milan-Turin
  - 6e de la Flèche wallonne
- 1960
  - 10e du Tour d'Italie
- 1961
  - 3e de Menton-Gênes-Rome

## Résultats sur les grands tours

### Tour de France
2 participations
- 1955 : 12e
- 1956 : 27e

### Tour d'Italie
9 participations
- 1953 : 20e
- 1954 : 11e
- 1955 : 5e
- 1956 : 3e
- 1957 : abandon
- 1958 : 21e,  maillot rose pendant 3 jours
- 1959 : 35e
- 1960 : 10e
- 1961 : 14e